# Génave
Génave is een gemeente in de Spaanse provincie Jaén in de regio Andalusië met een oppervlakte van 63,58 km². Génave telt 608 inwoners (1 januari 2016).

## Demografische ontwikkeling
Bron: INE, 1857-2011: volkstellingen